# Tales From The Lush Attic
Tales From The Lush Attic – drugi (uwzględniając wydany tylko na kasecie magnetofonowej Seven Stories into Eight) album studyjny brytyjskiego, neoprogresywnego zespołu IQ, wydany w 1983.
Obok debiutanckiego albumu Marillionu jest uważany za pionierski album rocka neoprogresywnego. Budową (długa suita wypełniająca jedną stronę płyty analogowej i kilka krótszych piosenek na drugiej stronie) nawiązuje do klasycznych dzieł rocka progresywnego.
Reedycja albumu z 2006 roku zawiera dodatkowy utwór, opisany jako trwający 5:12 (faktycznie o długości 10:12) i zawierający ukryty utwór – krótkie, bezimienne egzotyczne nagranie.

## Spis utworów
1. The Last Human Gateway – 19:57
2. Through The Corridors – 2:35
3. Awake and Nervous – 7:45
4. My Baby Treats Me Right ’Cos I’m a Hard Lovin’ Man All Night Long – 1:45
5. The Enemy Smacks – 13:49

## Skład zespołu
- Paul Cook – perkusja
- Tim Esau – gitara basowa
- Mike Holmes – gitary
- Peter Nicholls – wokal
- Martin Orford – instrumenty klawiszowe